# Catarhoe renodata
Catarhoe renodata är en fjärilsart som beskrevs av Rudolf Püngeler 1909. Catarhoe renodata ingår i släktet Catarhoe och familjen mätare. Inga underarter finns listade i Catalogue of Life.